# Air Choice One
Air Choice One is een Amerikaanse luchtvaartmaatschappij met haar hoofdkantoor in Concord, Missouri, Verenigde Staten. Het exploiteert als een regionale luchtvaartmaatschappij  die pendelvluchten aanbiedt van Lambert–St. Louis International Airport en O'Hare International Airport naar kleinere lokale vliegveldjes, zoals Mason City Municipal Airport.

## Bestemmingen
- Burlington, IA
- Chicago-O'Hare, IL
- St. Louis, MO
- Decatur, IL
- Jonesboro, AR
- Ironwood, MI
- Mason City, IA
- Fort Dodge, IA